# Louis Ferrant
Louis Ferrant (Yzeures-sur-Creuse, 15 mars 1908 - La Rochelle, 9 octobre 1979) est un militaire français, Compagnon de la Libération par décret du 23 juin 1941. Engagé dès 1927, il est déjà un pilote expérimenté lorsque la Seconde Guerre mondiale éclate. À l'appel du 18 juin, il rejoint Londres et s'engage dans les forces aériennes françaises libres. S'illustrant en Afrique du nord, il occupe ensuite des fonctions d'instruction auprès des pilotes de la France libre. Il poursuit sa carrière militaire après guerre en exerçant des responsabilités dans plusieurs bases aériennes avant de prendre sa retraite puis de s'éteindre à en 1979.

## Biographie

### Avant-guerre
Louis Ferrant est né le 15 mars 1908 à Yzeures-sur-Creuse en Indre-et-Loire. Souhaitant apprendre le métier d'électricien, il abandonne ses études très tôt mais s'engage finalement dans l'armée de l'air dès 1927 par devancement d'appel. Entré au 2e Groupe d'Ouvriers d'Aéronautique à Istres, il est breveté pilote en novembre 1927. Il est ensuite affecté au 3e Régiment d'Aviation de Châteauroux où il est promu sergent le 1er août 1928. Muté sur la base aérienne d'Avord au sein du 5e Groupe d'Ouvriers d'Aéronautique, il prolonge son engagement de trois ans et fini par être admis dans le corps des sous-officiers de carrière. En juillet 1933, promu sergent-chef, il intègre les rangs du 5e Bataillon de l'Air, toujours à Avord. Adjudant en 1937 et adjudant-chef en 1939, il est basé à l'école des radionavigants sur la base aérienne de Saint-Jean-d'Angély lorsque survient la déclaration de guerre.

### Seconde Guerre mondiale

#### Afrique du nord
Entendant l'appel du général de Gaulle, il décide de rallier l'Angleterre et, dans la nuit du 19 au 20 juin 1940, il prend place à bord d'un Farman F.222 piloté par James Denis et dans lequel se trouvent également Georges Goumin, Roger Speich, Jean-Albert Dupont  et André Cantès. Engagé dans les forces aériennes françaises libres, Louis Ferrant se familiarise avec les commandes des Hurricanes anglais et passe l'été 1940 comme instructeur sur la base aérienne de Sutton Bridge. Dans le même temps, il est promu sous-lieutenant. En septembre 1940, avec son compagnon James Denis, il prend part à la bataille de Dakar, puis il est choisi pour faire partie d'une escadrille de six pilotes (avec James Denis, Albert Littolff, Xavier de Scitivaux, Robert Guédon et Noël Castelain) qui est envoyé en entraînement aux côtés de la Royal Air Force à Ismaïlia en Égypte. Combattant lors de la bataille de Grèce au sein du no 33 Squadron, le groupe de six pilotes rentre ensuite en Afrique et devient l'Escadrille Française de Chasse n°1. Basé à Tobrouk avec cette unité, Louis Ferrant participe à la guerre du désert au cours de laquelle il remporte officiellement deux victoires aériennes.

#### Fonctions de commandement et d'instruction
Cependant, en raison de problème de vue, il doit renoncer aux missions de combat. En mai 1941, il est affecté en tant qu'instructeur des pilotes de chasse dans une Operational Training Unit de la Royal Air Force à Ismaïlia. En août 1941, avec le grade de lieutenant, il prend le commandement de l'Escadrille de Liaison du Moyen-Orient à Beyrouth. Il est promu capitaine le 15 mars 1942 et commande, à partir du 1er septembre 1943, l'école de pilotage sur la base de Rayak au Liban. En novembre 1944, il retrouve le sol français pour la première fois depuis 1940. En janvier 1945, il est nommé chef de l'instruction à l'école de pilotage de la base aérienne de Châteauroux et est promu capitaine en avril.

### Après-guerre
Poursuivant sa carrière militaire après la guerre, Louis Ferrant est affecté sur les bases aériennes de Saint-Jean-d'Angély, de Rochefort et de Saintes où il exerce des fonctions d'instruction et de commandement. Le 1er avril 1952, promu lieutenant-colonel, il entre au Groupement de Contrôle Tactique Aérien no 72 sur la base aérienne 128 de Metz. Il prend sa retraite des services actifs en avril 1957 mais reste dans la réserve et est promu colonel en 1960. Retiré à Angoulins en Charente-Maritime, il y est inhumé après son décès à La Rochelle le 9 octobre 1979.

## Décorations
|  |  |  |  |  |  |
|  |  |  |  |  |  |
|  |  |  |  |  |  |

| Commandeur de la Légion d'Honneur                                                              | Commandeur de la Légion d'Honneur                                                              | Compagnon de la Libération                                                                     | Compagnon de la Libération                 | Médaille militaire                         | Médaille militaire                         |
| Croix de Guerre 1939-1945                                                                      | Croix de Guerre 1939-1945                                                                      | Médaille de la Résistance française                                                            | Médaille de la Résistance française        | Médaille coloniale Avec agrafe "Libye"     | Médaille coloniale Avec agrafe "Libye"     |
| Médaille commémorative française de la guerre 1939-1945 Avec agrafes "Afrique" et "Libération" | Médaille commémorative française de la guerre 1939-1945 Avec agrafes "Afrique" et "Libération" | Médaille commémorative française de la guerre 1939-1945 Avec agrafes "Afrique" et "Libération" | Officier de l'Ordre de Georges 1er (Grèce) | Officier de l'Ordre de Georges 1er (Grèce) | Officier de l'Ordre de Georges 1er (Grèce) |